# Hemileuca rubridorsa
Hemileuca rubridorsa is een vlinder uit de onderfamilie Hemileucinae van de familie nachtpauwogen (Saturniidae).
De wetenschappelijke naam van de soort is voor het eerst geldig gepubliceerd door Rudolf Felder in 1874.